# Steve Redgrave
Sir Stephen Geoffrey Redgrave (ur. 23 marca 1962 w Marlow) – brytyjski wioślarz, wielokrotny medalista igrzysk olimpijskich i mistrzostw świata. Jeden z najbardziej utytułowanych wioślarzy w historii. 

## Kariera
W 1980 zdobył srebrny medal w dwójkach podwójnych na mistrzostwach świata juniorów w Hazewinkel.
Wystąpił na igrzyskach olimpijskich w Los Angeles w 1984, gdzie osada Wielkiej Brytanii w składzie: Martin Cross, Richard Budgett, Andy Holmes, Steve Redgrave i Adrian Ellison (sternik) zdobyła złoty medal w czwórkach ze sternikiem. W finale A Brytyjczycy o 1,64 sekundy wyprzedzili osadę USA i o 5,04 sekundy osadę Nowej Zelandii. Na rozgrywanych cztery lata później igrzyskach olimpijskich w Seulu wspólnie z Holmesem wywalczył złoty medal w dwójkach bez sternika. Na tych samych igrzyskach Holmes, Redgrave i Patrick Sweeney zajęli trzecie miejsce w dwójkach ze sternikiem. W finale uplasowali się o 3,26 sekundy za Włochami i o 1,32 sekundy za osadą NRD. Kolejny złoty medal wywalczył na igrzyskach olimpijskich w Barcelonie w 1992, gdzie razem z Matthew Pinsentem zwyciężył w dwójkach bez sternika. Brytyjczycy wygrali wszystkie swoje wyścigi, w finale A wyraźnie wyprzedzili rywali: o 4,96 sekundy Niemców i o 5,71 sekundy Słoweńców. Redgrave i Pinsent obronili tytuł mistrzów olimpijskich na igrzyskach w Atlancie w 1996, tym razem pokonując w finale osadę Australii o 0,93 sekundy i Francji o 2,06 sekundy. Brał także udział w igrzyskach olimpijskich w Sydney w 2000, wspólnie z Jamesem Cracknellem, Timem Fosterem i Matthew Pinsentem zwyciężając w czwórkach bez sternika. Osada Wielkiej Brytanii o 0,38 sekundy wyprzedziła Włochów i 1,37 sekundy Australijczyków.
W dwójkach ze sternikiem zdobył także złoto medale na mistrzostwach świata w Nottingham (1986) i srebro na mistrzostwach świata w Kopenhadze (1987). W onu przypadkach partnerowali mu Andy Holmes i Patrick Sweeney. Wielokrotnie zdobywał medale w dwójkach bez sternika: złoto na mistrzostwach świata w Kopenhadze (1987), mistrzostwach świata w Wiedniu (1991), mistrzostwach świata w Račicach (1993), mistrzostwach świata w Indianapolis (1994) i mistrzostwach świata w Tampere (1995), srebro na mistrzostwach świata w Bledzie (1989) i brąz na mistrzostwach świata w Tasmanii (1990). Trzykrotnie zwyciężał również w czwórkach bez sternika: na mistrzostwach świata w Aiguebelette (1997), mistrzostwach świata w Kolonii (1998) i mistrzostwach świata w St. Catherines (1999).
Zdobywał także złote medale w jedynkach, dwójkach bez sternika i czwórkach ze sternikiem na igrzysk Wspólnoty Narodów w Edynburgu w 1986.
Podczas ceremonii otwarcia igrzysk w latach 1992, 1996 i 2000 był chorążym reprezentacji Wielkiej Brytanii. Ponadto podczas ceremonii otwarcia igrzysk olimpijskich w Londynie w 2012 był członkiem sztafety ze zniczem olimpijskim.
Ponadto uprawiał też golfa i bobsleje, w 1990 zdobył mistrzostwo kraju. W 2006 ukończył Maraton w Londynie, jednocześnie zbierając 1 800 000 funtów na cele charytatywne.
Za swoje sportowe osiągnięcia otrzymał w 2001 tytuł szlachecki. W 1987 został Kawalerem Orderu Imperium Brytyjskiego, a w 1997 Komandorem. W 2001 otrzymał także Medal Thomasa Kellera, Laureus Lifetime Achievement Award i srebrny Order Olimpijski.
Jego żona, Ann Callaway, także uprawiała wioślarstwo.